# 武智央
武智 央（たけち おう、1994年6月30日 - ）は、日本の俳優、モデル。 愛媛県出身。

## 来歴
中央大学卒業。
2016年、第3回『smart×SonyMusic オーディション』にて応募総数5000名を超える応募者の中から準グランプリを受賞し、芸能界入り。
同年、男性ファッション誌「smart（宝島社）」で専属モデルデビュー。同時に、俳優活動を開始。映画やドラマなどに出演している。
2020年2月末、前所属事務所であったソニー・ミュージックアーティスツを退所した。
現在はフリーランスにて活動中。

## 人物
趣味は人間観察、インテリア雑貨収集。
特技はバスケットボール、伊予弁。
特技のバスケットボールでは愛媛県高校選抜に選出された実績がある。 また、幼い頃から運動神経が優れており、高校3年時の体力テストでは総合満点の結果で校内1位の記録を出した。ちなみに当時の50m走のタイムは5秒09だった。
現在は主に坊主で活動している。

## 出演

### 映画
- 虹色デイズ（2018年）
- 賭ケグルイ（2019年）班目役
- 居る場所（2020年）店長役
- アンダードッグ（2020年）伊達役
- 無頼（2020年）
- オーバードクター（2021年）藤井壮吾役
- 冬薔薇（2022年）安井涼役
- 森の中のレストラン（2022年）憲太役
- ペインと愛と望（2023年）ユキオ役
- 東京リベンジャーズ2 血のハロウィン編-決戦-（2023年）千冬上級生役
- 青春墓場（2023年）徹役

### テレビドラマ
- プラージュ 〜訳ありばかりのシェアハウス〜 第3話（2017年、WOWOW）
- イアリー 見えない顔（2018年、WOWOW）鈴木役
- 今日から俺は!! 第1話（2018年、日本テレビ）
- 波うららかに、めおと日和 第9話（2025年、フジテレビ）柴原邦光（青年期）役

### WEBドラマ
- SPECサーガ完結篇「SICK'S 覇乃抄」〜内閣情報調査室特務事項専従係事件簿〜 第6話（2019年、Paravi）
- 箱庭のレミング（2021年、ABEMA）YouTuber役

### オリジナルビデオ
- 呪われた心霊動画XXX8「手の中」（2017年）山口涼太役

### CM
- 任天堂「Nintendo Switch」 (サイクリング篇)（2017年）
- SHARP「AQUOS R10」 (上向きなよ篇)（2025年）

### ミュージックビデオ
- ツダミア「Dear~時を超える贈りもの~」(2016年)
- 亜無亜危異「馬鹿とハサミは使いYO!」(2020年)
- THEイナズマ戦隊「世明けのうた」(2020年)
- Maisie Peters「Lost The Breakup」(2023年)

### モデル
- 「the 6th products」(2022年)
- 「mindseeker 2025SS LOOK」(2024年)

## 書籍

### 雑誌
- smart（2016 - 2018年、宝島社）